# 홍대 (지역)

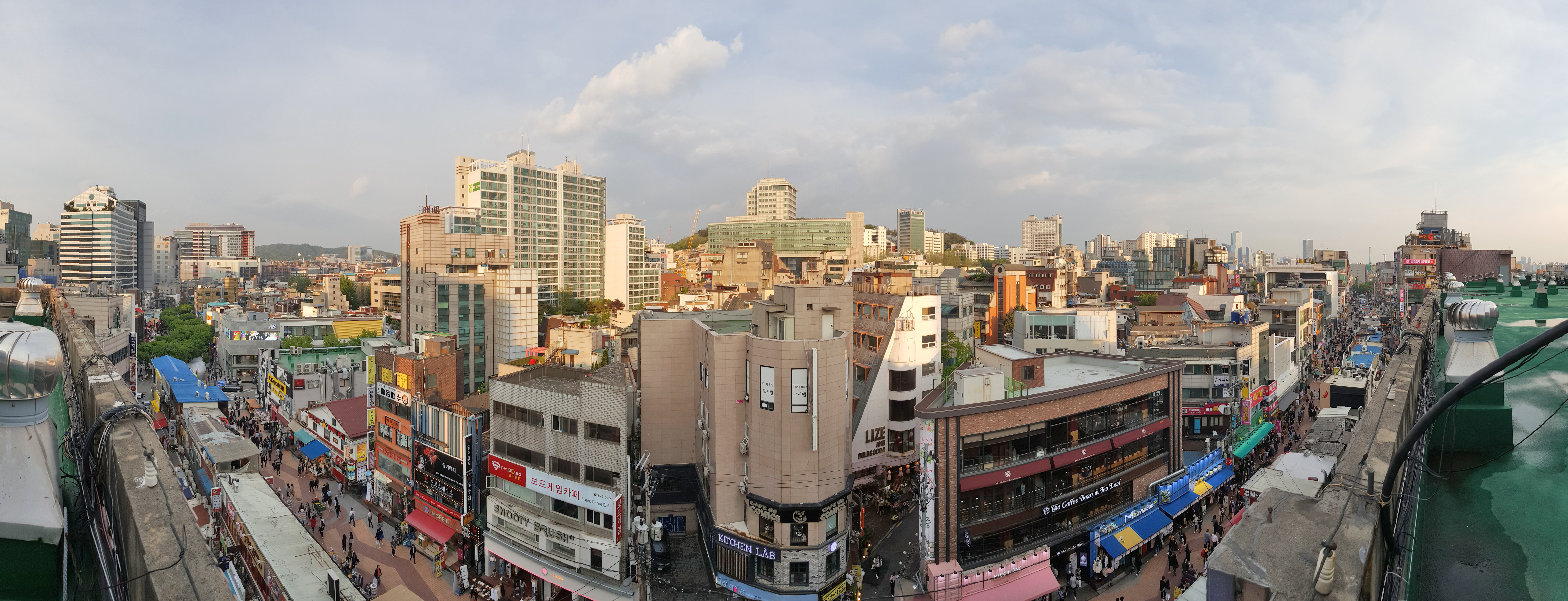
홍대 지역 전경

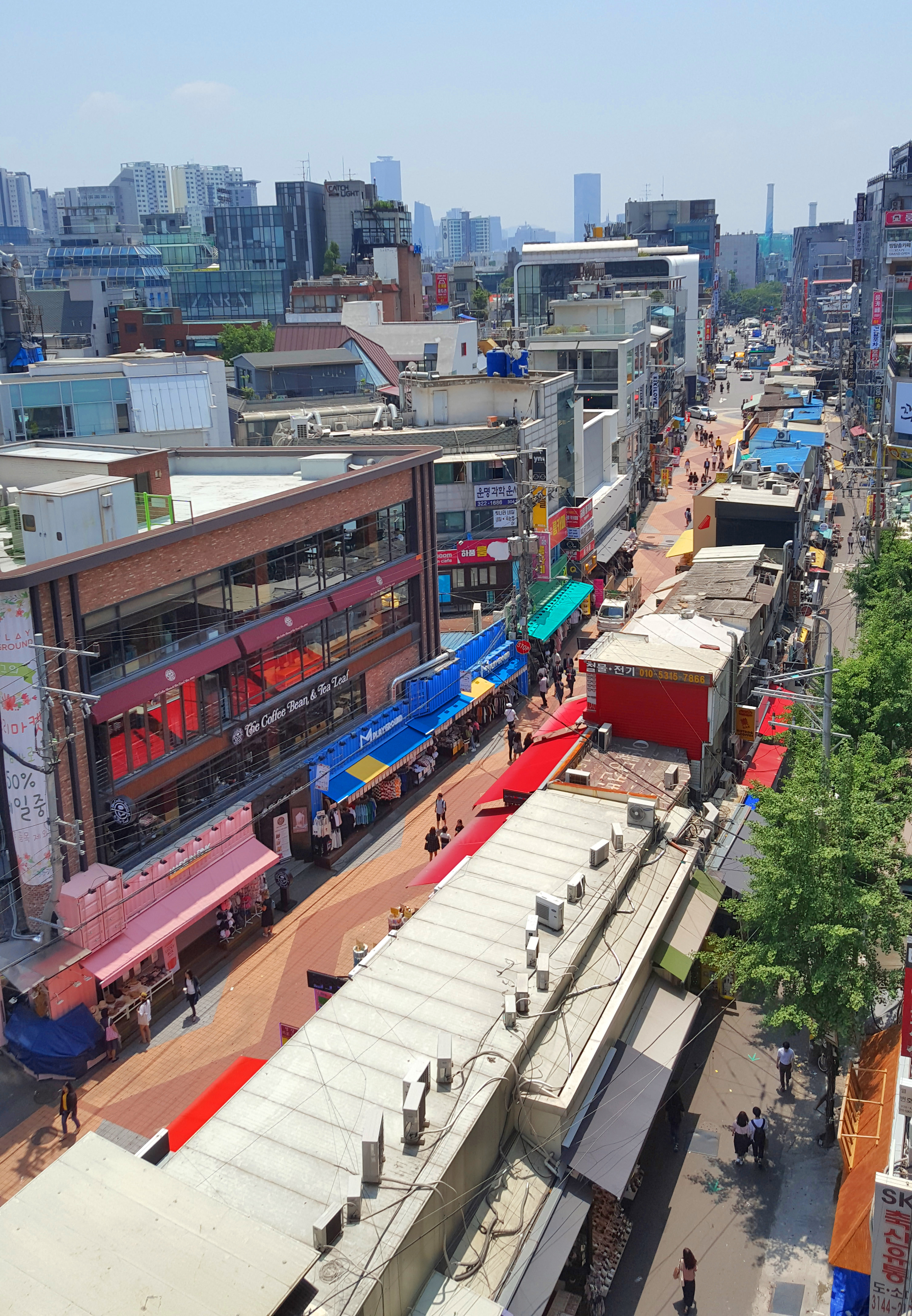
홍대 어울마당로

홍대(弘大, Hongdae)는 서울특별시 마포구에 소재한 홍익대학교, 서울 지하철 2호선 홍대입구역과 서울 지하철 6호선 상수역을 잇는 지역의 대형 상권 및 번화가를 말한다. 어울마당로와 홍익로 일대에 해당한다. '홍대'는 홍익대학교의 한국어 약칭으로 이 지역의 정식 지명이 아닌 통용 명칭이며, 홍익대학교와 구분하기 위하여 홍대입구, 홍대거리라고도 부른다.

## 이름과 범위
이 지역이 '홍대'로 불리게 된 것은 1984년 홍대입구역이 개통된 이후이며, 그 이전에는 잔다리(細橋里)라는 한국어 고유 지명으로 불렸다.
본래 홍익대학교 앞을 지나는 와우산로와 양화로, 홍대입구역과 홍익대학교 정문을 연결하는 홍익로, 홍익로와 나란히 연결된 잔다리로, 옛 당인리선 폐선 부지에 개설된 어울마당로 일원의 통칭으로 행정구역상 상수동과 서교동 일대를 가리키는 말이었으나, 2010년대 들어 이 일대의 상가 임대료가 상승하자 이 지역에서 영업하던 상인들이 인근 지역으로 이동하면서 현재는 동교동, 합정동, 연남동, 망원동, 성산동 일대까지 범위가 확장되고 있다.

## 문화
1990년대 초반 특색있는 카페가 들어서면서 시작된 "홍대앞 문화"는 1990년대 중반 드럭, 블루 데블, 재머스 등의 라이브 클럽이 생겨나고, 크라잉 넛, 델리 스파이스, 황신혜 밴드 외의 인디 밴드들이 활동하면서, "홍대앞"만의 독특한 문화를 형성하였다. 홍익대학교 정문에서 극동방송국 사이의 거리에는 다양한 술집과 펑크 락과 테크노 음악을 전문적으로 연주하는 라이브 클럽들이 모여있으며, 언더그라운드 문화의 거리로도 불렸다.

## 갤러리

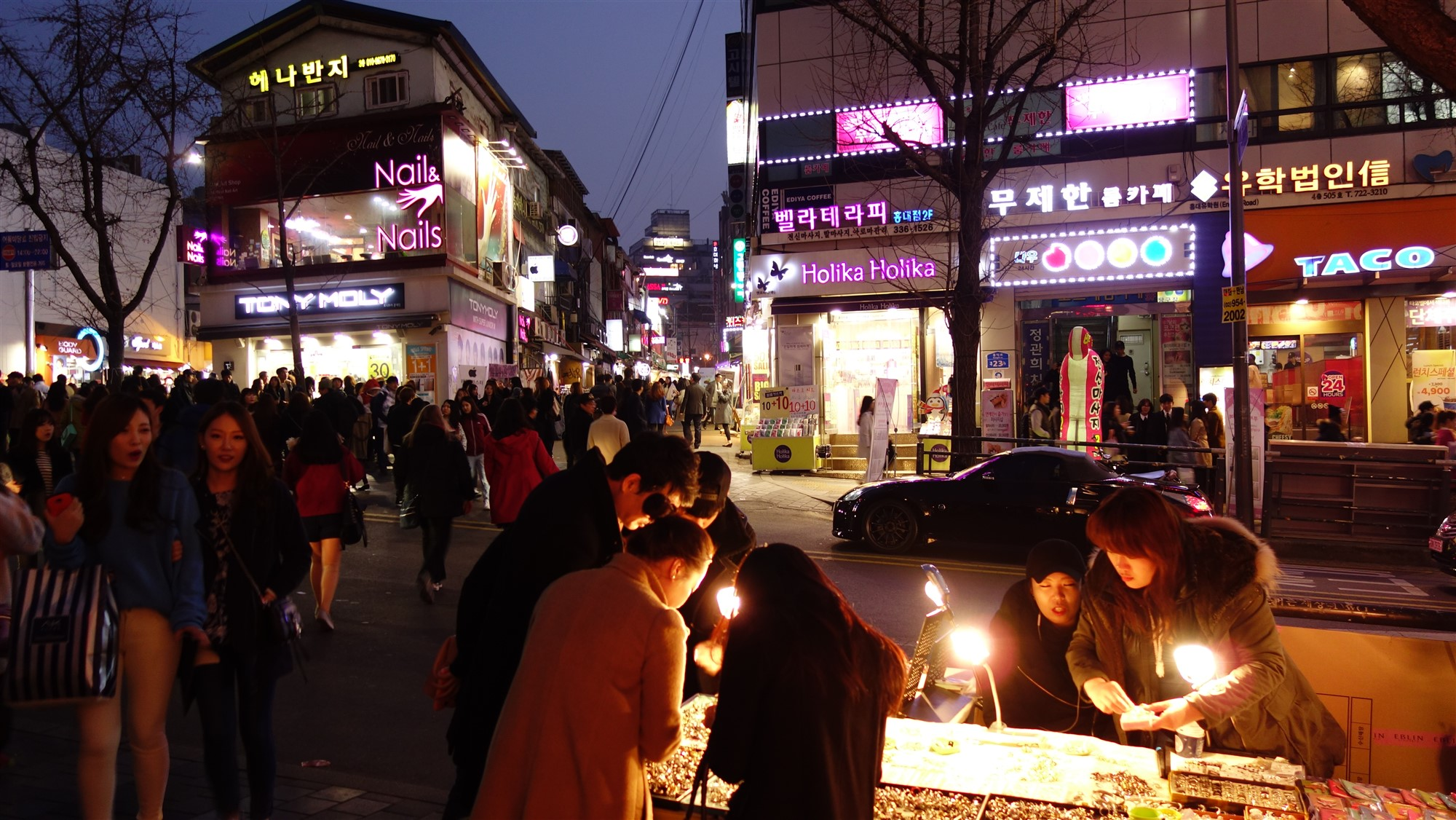
홍대의 야경
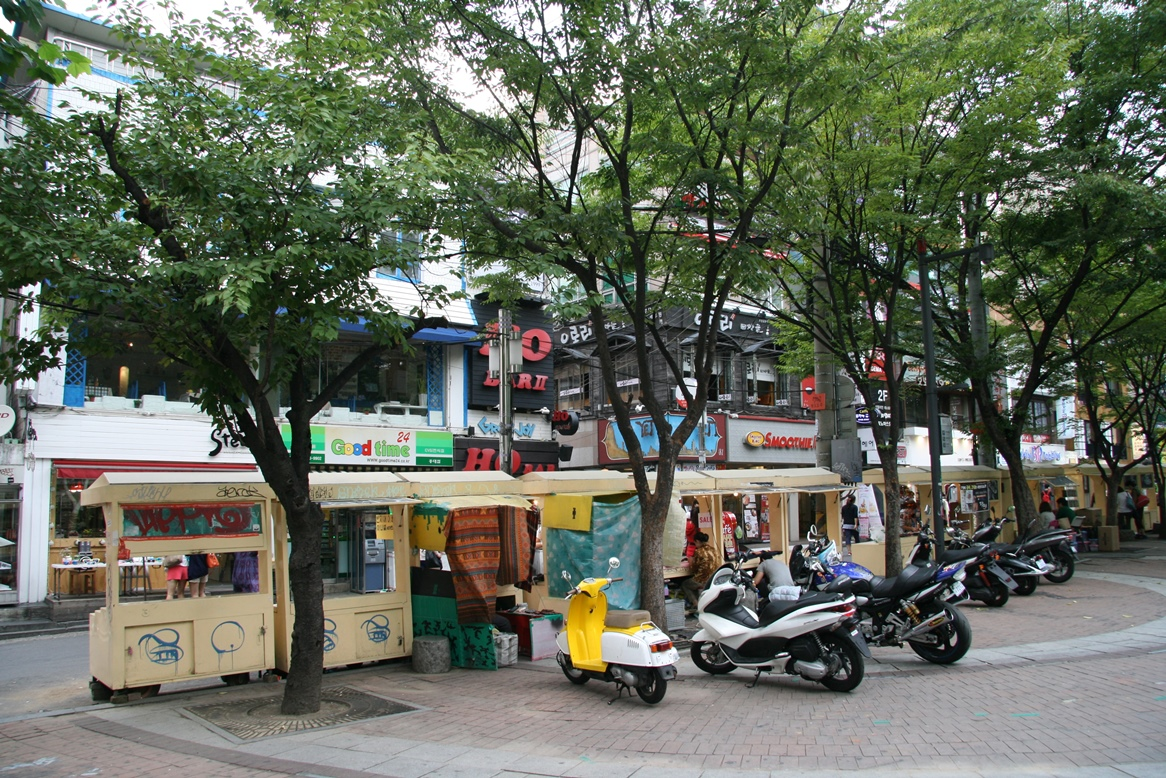
홍대 놀이터 앞 거리
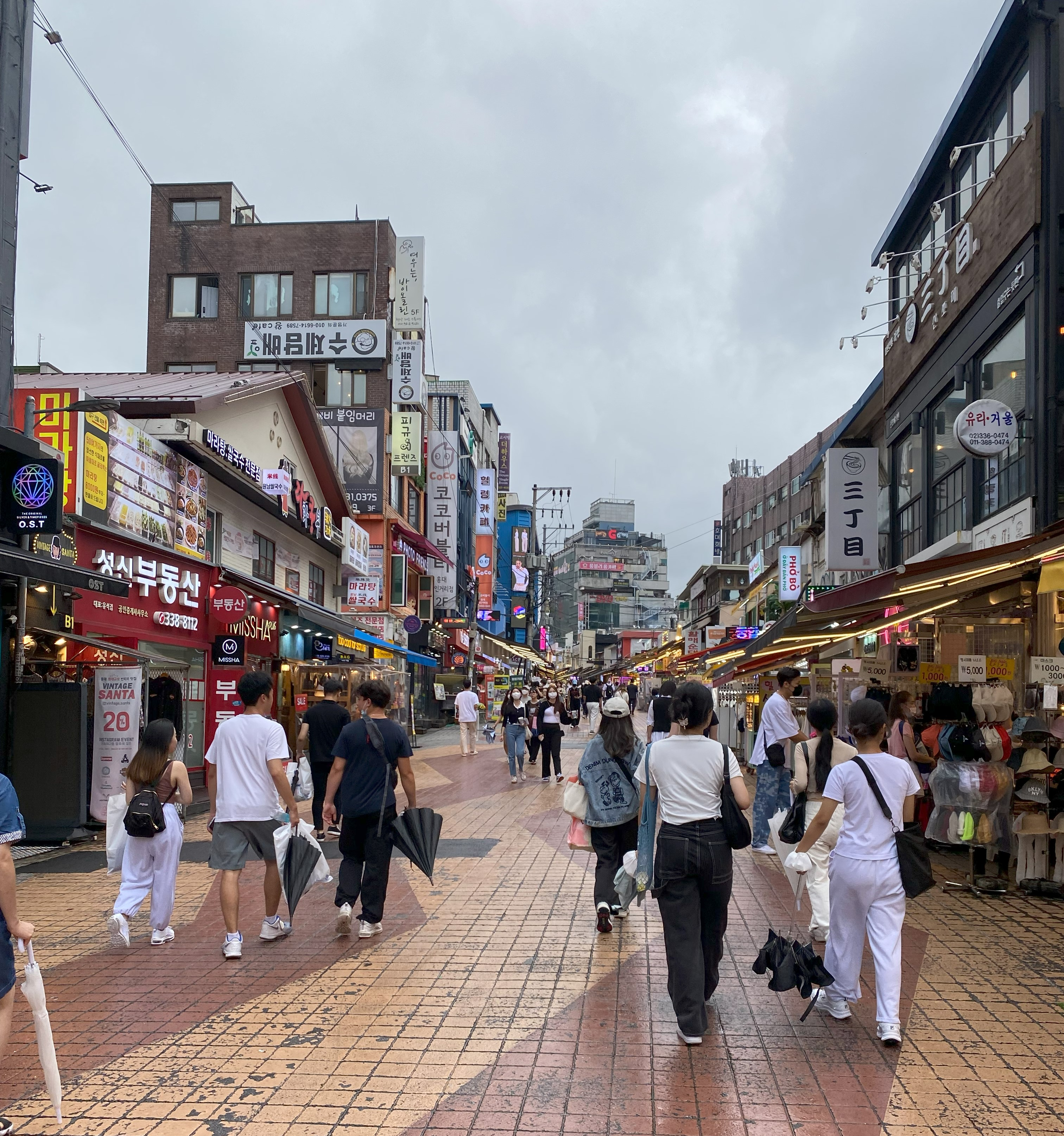
홍대 레드로드

## 교통
- ● 서울 지하철 2호선, ● 수도권 전철 경의·중앙선, ● 인천국제공항철도: 홍대입구역
- ● 서울 지하철 6호선: 상수역
- 홍대의 범위를 더 넓힐 경우 ● 서울 지하철 2호선, ● 서울 지하철 6호선 합정역도 포함된다.

## 같이 보기
- 신촌
- 경의선숲길
- 건대거리
- 젠트리피케이션